# Cigclisula rogickae
Cigclisula rogickae är en mossdjursart som först beskrevs av Jacqueline A. Soule 1961.  Cigclisula rogickae ingår i släktet Cigclisula och familjen Colatooeciidae. Inga underarter finns listade i Catalogue of Life.